# Doktryna Nixona

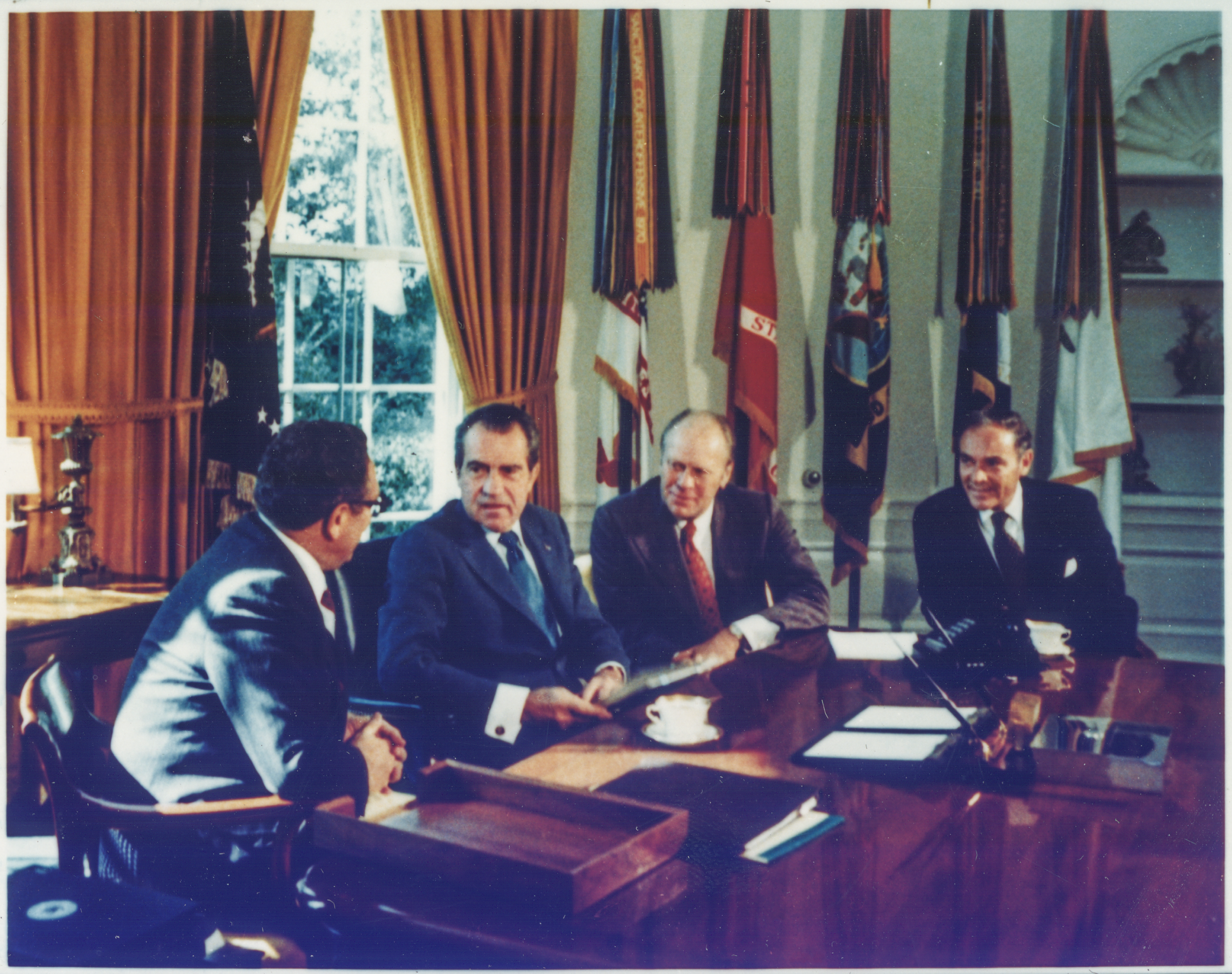
Prezydent Nixon ze współpracownikami

Doktryna Nixona (Doktryna Guam) zaprezentowana na wyspie Guam 25 lipca 1969 przez prezydenta Stanów Zjednoczonych Richarda Nixona w której stwierdził, że USA nie mogą ponosić wyłącznej odpowiedzialności politycznej i finansowej za obronę sojuszników i przyjaciół. Spowodowało to szukanie nowych rozwiązań zapobiegających wojnie przez ograniczanie zbrojenia, zawieranie umów, wspólnych programów oraz układów. Był to okres odprężenia (détente).